# دام هتراکول
دام هتراکول (تای: ดอม เหตระกูล؛ زادهٔ ۹ آوریل ۱۹۷۶) بازیگر و مدل اهل تایلند است. او در چندین فیلم رزمی هالیوودی بازی کرده است. خانواده او گرداننده روزنامهٔ تایلندی دیلی نیوز هستند.
از فیلم‌ها یا برنامه‌های تلویزیونی که وی در آن نقش داشته است، می‌توان به وایت لوتوس، ریش‌سیاه، تک‌تیرانداز ۳، جزیره اسرارآمیز، بانکوک خطرناک، مردی با مشت‌های آهنین ۲ اشاره کرد.